# Trzon

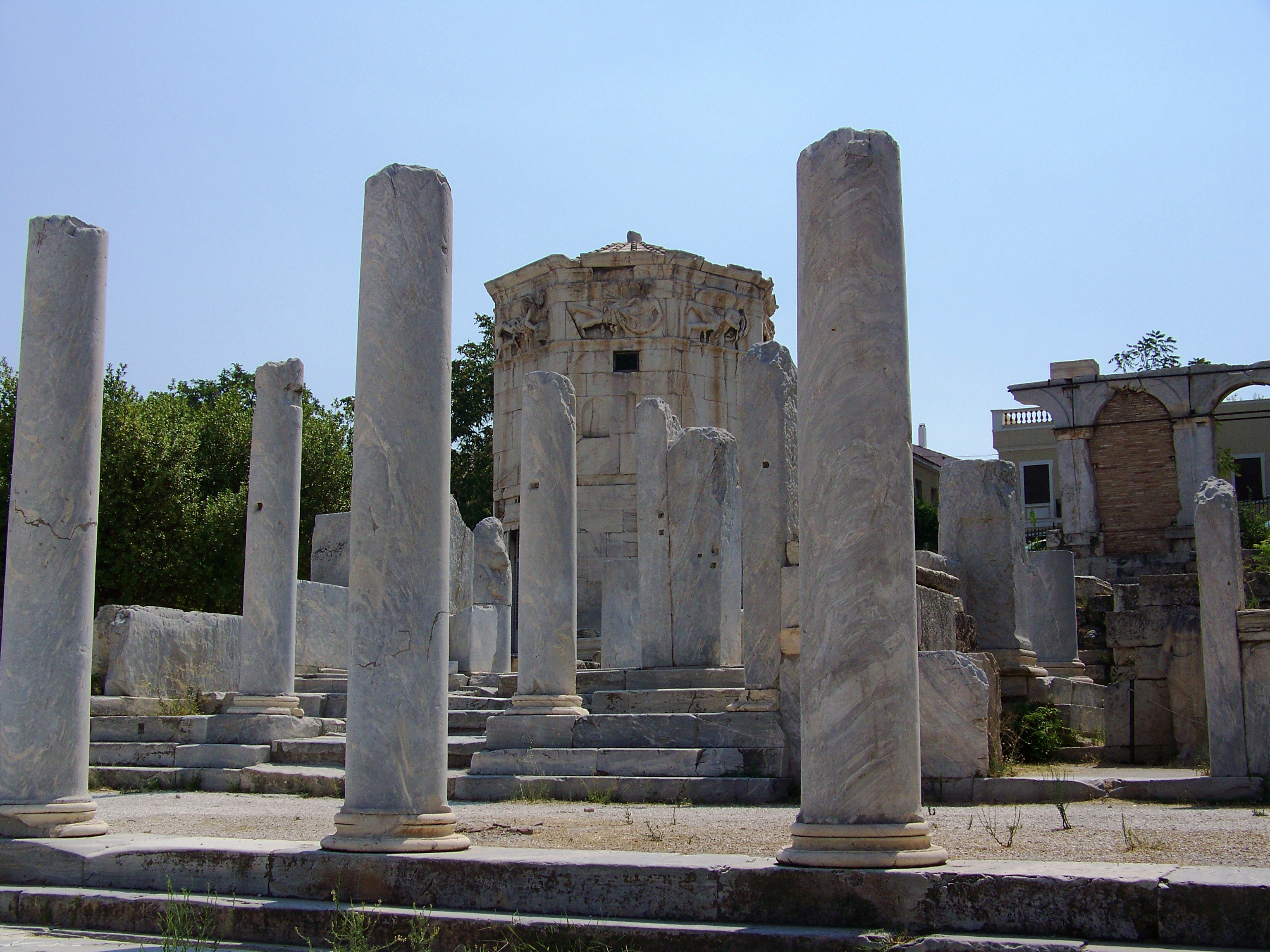
Ruiny forum. Ateny

Trzon – najważniejsza część kolumny. Ustawiano go na bazie albo bezpośrednio na stylobacie (np. w porządku doryckim). Na szczycie trzonu znajdowała się głowica (kapitel), która łączyła go z belkowaniem. W architekturze klasycznej trzon miał kształt walca o powierzchni gładkiej lub zdobionej kanelurami. Architektura baroku spopularyzowała kolumny o trzonach tordowanych (skręconych wzdłuż linii śrubowej) lub w formie wiązki skręconej z 2-4 prętów.